# María Izquierdo
María Cenobia Izquierdo Gutiérrez (San Juan de los Lagos, 30 oktober 1902 – Mexico-Stad, 3 december 1955) behoort samen met haar tijdgenote Frida Kahlo tot de top van de Mexicaanse kunstschilderessen.

## Biografie
De eerste jaren van haar leven bracht María Izquierdo door in San Juan de los Lagos, waar ze in 1902 werd geboren. Hoewel de meerderheid van haar biografen 1902 als haar geboortedatum aanneemt, zijn er anderen die stellen dat het 1906 zou zijn. Toen ze vijf jaar oud was stierf haar vader en van toen af tot haar moeder hertrouwde, werd ze opgevoed door haar grootouders.
Later verhuisde het gezin naar Saltillo, Coahuila, waar Izquierdo verscheidene jaren verbleef en waar ze studeerde aan het Ateneo Fuente.
Toen ze vijftien jaar oud was, werd ze uitgehuwelijkt aan een oudere man. Ze kreeg twee kinderen, verliet haar echtgenoot en verhuisde in 1923 naar Mexico-Stad.
In 1927 begon ze te studeren aan de Academia de San Carlos (Academie van San Carlos) in Mexico-Stad. Daar leerde ze kleur, compositie en figuurtekenen van Germán Gedovius, studeerde ze kunstgeschiedenis bij Antonio Caso en kreeg ze tekenles van Alberto Garduño. Ze kreeg ook les van Manuel Toussaint en onderging de meeste invloed van Rufino Tamayo. In januari 1928 werd ze ingeschreven aan de Escuela Nacional de Bellas Artes (Nationale School voor Schone Kunsten), maar ze bleef ook student aan de Academia de San Carlos.
In het Palacio de Bellas Artes (Paleis van Schone Kunsten) was er een kunstgalerie, La Galeria de Arte Moderno del Teatro Nacional (De Galerie van Moderne Kunst van het Nationale Theater), geleid door de schilders Carlos Mérida en Carlos Orozco Romero, het huidige Palacio de Bellas Artes (Paleis van Schone Kunsten) in Mexico-Stad. Daar vond Izquierdo's eerste solotentoonstelling plaats op 6 november 1929. De inleiding van de catalogus werd geschreven door Diego Rivera, die toen directeur was van de Escuela Nacional de Bellas Artes. Daarin schetste hij de grote evolutie die de jonge schilderes had doorgemaakt. Hij beschreef haar als een van de meest aantrekkelijke persoonlijkheden uit het artistieke panorama en een van de beste elementen uit de Academie.
In dat jaar begon haar professionele en affectieve relatie met Rufino Tamayo. Er zijn dan ook gelijkenissen tussen hun beider schilderijen uit de periode 1929 tot 1933. Van Tamayo leerde ze de techniek van aquarel en gouache. Ze schilderden allebei stillevens, portretten en naaktstudies en hun kleurpalet was ook heel gelijkend.
In 1930 werden veertien van haar olieverfschilderijen, waaronder portretten, landschappen en naaktstudies, getoond in het Art Center in New York. Ze werd aangekondigd als de eerste Mexicaanse kunstenaar die in de Verenigde Staten tentoonstelde. In datzelfde jaar stelde de American Federation of Arts (Amerikaanse Federatie van Kunsten) in het Metropolitan Museum een selectie van haar werken tentoon, samen met werken van onder andere Rufino Tamayo, Diego Rivera en Agustín Bow.
Vanaf 1935 gaf Izquierdo les aan de Escuela de Artes Plásticas (School voor Plastische Kunsten) van het Secretaría de Educación Pública (Secretariaat van Volksopvoeding) en maakte ze deel uit van de Liga de Escritores y Artistas Revolucionarios (Liga van Revolutionaire Schrijvers en Kunstenaars). Ze was ook stichtend lid van de Casa de Artistas de América (Huis van Amerikaanse Kunstenaars).
Toen de Franse dichter en theoreticus van het surrealisme, Antonin Artaud, in Mexico verbleef, werd hij gefascineerd door het werk van Izquierdo. Hij beschreef haar schilderijen als 'eerlijk, spontaan, primitief en verontrustend'. Vanwege haar vriendschap met Artaud omarmde Izguierdo sommige principes van het surrealisme. Dankzij zijn invloed kon ze in 1937 tentoonstellen in Parijs. Ze stelde ook tentoon in de belangrijkste museums en galeries van Mexico, New York, Buffalo, Hollywood (1938), San Francisco, Santiago de Chile (1938), Guatemala, Panama, Lima, La Paz, Rio de Janeiro, Bombay en Tokio.
Als vrouwelijke kunstenaar leed zij onder het monopolie van de muralistas Diego Rivera en David Alfaro Siqueiros, die systematisch haar pogingen blokkeerden om muurschilderingen te maken in Mexico-Stad. Samen met Tamayo bleef ze zich daar haar leven lang tegen verzetten. Ze schreef er over in haar boek La mujer y el arte mexicano.
Haar tweede echtgenoot, de schilder Raul Uribe, was van Chileense afkomst, maar immigreerde naar Mexico in 1936 en maakte deel uit van de Mexicaanse moderne beweging uit die tijd.
In 1948 werd Izquierdo gedeeltelijk verlamd door hemiparaplegie. Door haar wilskracht kon ze terug schilderen, maar moeizaam en zonder haar vroegere niveau te bereiken.
Op 3 december 1955 overleed María Izquierdo in Mexico-Stad.
Tijdens het jaar van de Plastische Kunsten in Jalisco in 1964, was zij de enige vrouw wier naam samen met die van zeventien andere kunstenaars werd aangebracht op het monument van José Clemente Orozco in de stad Guadalajara.
Honderd jaar na haar geboorte, op 25 oktober 2002, werd María Izquierdo benoemd tot Monumento Artistico de la Nación (Nationaal Artistiek Monument) door de Nationale Commissie van Kunsten en Cultuur in Mexico-Stad. Met deze eer krijgt ze haar plaats tussen andere grote schilders van haar tijd – José Clemente Orozco, David Alfaro Siquieros, Dr. Atl en Frida Kahlo.

## Oeuvre
Het werk van María Izquierdo wordt gekarakteriseerd door een primitieve stijl, gebaseerd op eenvoud, krachtige lijnen en rijk gevarieerde typisch Mexicaanse kleurpatronen. Haar omvangrijk oeuvre omvat schilderijen in olieverf, gouache en waterverf, tekeningen, houtdrukken en etsen.
In haar vroegste werken uit de periode van 1927 tot 1930 legde Izquierdo beelden vast uit haar onmiddellijke omgeving, portretten van mensen die haar dierbaar waren, zoals Portret van Belem, (Retrato de Belem, 1929), een portret van haar halfzuster, of Slapende kinderen, (1930, Niñas durmiendo), een portret van haar dochter Amparo en een nichtje. Ze schilderde ook stillevens en landschappen, die veel onthullen over haar omgeving tijdens de overgang van haar kindertijd op het platteland naar haar leven als volwassene in Mexico-Stad.
Terwijl de invloed van het Europese modernisme en surrealisme duidelijk is, ligt het evenzeer voor de hand dat ze haar inspiratie vond in de Mexicaanse traditionele cultuur. Ze creëerde een magisch realistische toon doorheen haar werk.

## Werken
- Portret van Belem (Retrato de Belem), 1928
- De soepkom (La Sopera), 1929
- De telefoon (El teléfono), 1931
- Man met paard (Hombre con caballo), 1932
- Stilleven (Naturaleza muerta), 1932
- De dompteur (El domador), 1932
- Calvarieberg (Calvario) , 1933
- Allegorie van het werk (Alegoría del trabajo), 1936
- Allegorie van de vrijheid (Alegoría de la libertad), 1937
- De racket (La raqueta), 1938
- Slakken (Caracoles), 1939
- Portret van Juan Sonano (Retrato de Juan Soriano) , 1939
- Balletrepetitie (Ensayo de Ballet), 1939
- Het circus (El circo), 1939
- Het rode tafelkleed (El mantel rojo) , 1940
- Het blauwe halster (El ronzal azul), 1940
- Tropisch station (Estación tropical) , 1940
- Scène uit het circus, (Escena de circo) , 1940
- De dansende beer (El baile del oso) , 1940
- Portret van María Asúnsolo (Retrato de María Asúnsolo), 1941
- De juwelendoos (El alhajero), 1942
- Mijn tante mijn vriendinnetje en ik (Mi tía, mi amiguito y yo) , 1942
- Rode snapper (Guachinango), 1943
- Troje, 1943
- Orchideeën (Orquídeas) , 1944
- Vrijdag der smarten (Viernes de Dolores) , 1944 – 45
- De aarde (La tierra) , 1945
- Coscomates, 1945
- Portret van Edmé Moya, (Retrato de Edmé Moya) , 1945
- Zapata , 1945
- Clowns (Payaso) , 1945
- Zelfportret (Autorretrato), 1946
- Stilleven met rode snappers (Naturaleza muerta con huachinangos), 1946
- De open kast, 1946
- Lama’s van Machu Pichu (Llamas de Machu Pichu) , 1946
- Paarden in de rivier (Caballos en el río), 1946
- De idylle (El idilio) , 1946
- Het onverschillige kind (La niña indiferente), 1947
- Zelfportret (Autorretrato), 1947
- Kast (Alacena), 1947
- Het touw (La soga), 1947

- Biblioteca Nacional de España: XX4781783
- Bibliothèque nationale de France: cb17123124q (data)
- Catàleg d'autoritats de noms i títols de Catalunya: 981061110462506706
- Gemeinsame Normdatei: 120494620
- International Standard Name Identifier: 0000 0000 6708 5820
- Library of Congress Control Number: n86078050
- Nationale Bibliotheek van Tsjechië: jo2004232855
- Nationale Bibliotheek van Israël: 987007383824405171
- Nederlandse Thesaurus van Auteursnamen: 23986252X
- RKD-Nederlands Instituut voor Kunstgeschiedenis: 293141
- SNAC: w68p9s4x
- Système universitaire de documentation: 193614782
- Union List of Artist Names: 500125046
- Virtual International Authority File: 72873418
- WorldCat: E39PBJtCCjDY8HmgrdtPQHG8md